# リアス唐桑ユースホステル
リアス唐桑ユースホステル（リアスからくわユースホステル）は日本ユースホステル協会に加盟している宮城県のユースホステル。東日本大震災では、高台にあるため大きな被害は出なかった。その後一時避難所に指定されたため一般の宿泊ができない時期があった。現在は一般の宿泊の受付を再開しているが、この地域一帯の民宿等を含めて復興関係の作業員の宿泊が多くなっており、満室の日が多くなっているので注意が必要である。

## アクセス
- 鹿折唐桑駅からバスで御崎行40分えぞかり下車 徒歩2分。
  - 気仙沼港から小鯖港行の40分の定期船は廃止されたので注意。